# Jrashen (Ararat)
Pour les articles homonymes, voir Jrashen.
Jrashen ou Jrachen (en arménien Ջրաշեն) est une communauté rurale du marz d'Ararat en Arménie. Fondée en 1928, elle se situe dans la région d'Artachat, à 12 km au sud d'Erevan et à 15 km de la ville d'Artachat.
En 2008, elle compte 1 738 habitants.